# Paratetrapedia acuta
Paratetrapedia acuta là một loài Hymenoptera trong họ Apidae. Loài này được Vachal mô tả khoa học năm 1909.